# The ODD Of LOVE
 《TAEYEON Concert – The ODD Of LOVE》 是韓國女歌手太妍個人第五次巡迴演唱會，亦是太妍繼2020年1月的《TAEYEON Concert – The UNSEEN》時隔約3年5個月的首場個人演唱會。該巡演於2023年6月3日首爾開始，於8月20日在新加坡結束。

## 介紹
| 뜨거웠던 사랑부터 차가워진 사랑까지… 이상하다. 사랑이라 믿었던 그 모든 것이, 사랑이 아니었다. | 從熱烈的愛到冷淡的愛… 奇怪。 曾經相信這一切是愛，但這不是愛。 |
| —TAEYEON CONCERT - The ODD Of LOVE                                                            |                                                               |

## 背景
太妍於2019年10月28日發佈第二張正規專輯《Purpose》，2020年1月15日發佈《Purpose Repackage》改版專輯。原訂於2020年舉行「The UNSEEN」巡迴演唱會，在舉行完1月份首爾演唱會後，全球爆發COVID-19疫情，而該巡迴演出最終取消。太妍在2020至2022年的疫情期間，發佈了2首數位單曲〈Happy〉、〈Weekend〉，1張迷你專輯《What Do I Call You》和1張正規專輯《INVU》。
2022年11月8日，太妍在第4屆Genie Music Awards頒獎典禮發表獲獎感言時曾表示「不久之後要開演唱會了」。
2023年5月4日，太妍官方帳號正式公佈將於6月3日和4日在韓國首爾奧林匹克體操競技場舉行時隔3年5個月的演唱會。此次在韓國奧林匹克體操競技場為太妍至2015年solo出道後從Coex Artium、奧林匹克大廳、慶熙大學和平殿堂、蠶室室內體育館、手球競技場，個人出道8年後首次登上萬人場地。太妍成為歷代韓國女歌手第五位登上該場地的歌手。在體操競技場連開兩場為韓國歷代女歌手第三位。2018年重新整修後第二位登上的女歌手。同時成為第一位團體和個人身份皆登上該場地舞台的藝人。
5月9日，公佈將於6月10日在香港亞洲國際博覽館舉行繼《's...》後時隔4年半的香港演唱會。同天，公佈將於7月8日和9日在日本東京體育館舉行繼《~Signal~》後時隔4年的日本演唱會。太妍在日本東京體育館舉行演唱會，成為第二位在日本ARENA（アリーナ）場館演出的韓國女歌手。
5月11日，公佈將於6月24日在臺北小巨蛋舉行繼《PERSONA》後時隔6年1個月的臺灣演唱會。太妍成為第一位登上臺北小巨蛋舉辦演唱會的韓國女歌手，同時亦是第一位團體和個人身份皆登上該場地的藝人。
8月3日，宣佈加開8月19日新加坡的演唱會。

## 門票
首爾場門票預售方面，分為FAN CLUB購票和一般購票均透過購票系統YES24網站販售。5月12日晚間8點為加入S♡NE-ACE粉絲俱樂部的會員可優先購買，一般售票為5月15日晚間8點。
台北場演唱會門票，6月10日13點26分於KKTIX售票系統販售，採全場實名制售票，每位限購3張，且僅限 KKTIX 網站會員購買。

## 演出時間表
| 日期                  | 國家 / 地區 | 城市   | 出演場地               |
| --------------------- | ----------- | ------ | ---------------------- |
| 2023年6月3日          |             | 首爾   | 首爾奧林匹克體操競技場 |
| 2023年6月4日          |             | 首爾   | 首爾奧林匹克體操競技場 |
| 2023年6月10日         | 香港        | 香港   | 亞洲國際博覽館Arena    |
| 2023年6月24日         | 臺灣        | 臺北   | 臺北小巨蛋             |
| 2023年7月8日          | 日本        | 東京   | 東京體育館             |
| 2023年7月9日          | 日本        | 東京   | 東京體育館             |
| 2023年7月22日         | 印度尼西亞  | 雅加達 | ICE BSD                |
| 2023年7月30日         | 菲律賓      | 馬尼拉 | 阿拉內塔體育館         |
| 2023年8月12日         | 泰國        | 曼谷   | Impact Arena           |
| 2023年8月13日         | 泰國        | 曼谷   | Impact Arena           |
| 2023年8月19日（加場） | 新加坡      | 新加坡 | 新加坡室內體育館       |
| 2023年8月20日         | 新加坡      | 新加坡 | 新加坡室內體育館       |

## 演唱清單
以下演唱曲目以2023年6月3日首爾場為主，演唱曲目在其他場次可能出現變更。此外該巡迴全程以Live Band形式演出。
Opening VCR
1. 〈INVU〉
2. 〈Can’t Control Myself〉
3. 〈Some Nights（그런 밤）〉
4. 〈Set Myself On Fire〉
5. 〈Siren〉
6. 〈Cold As Hell〉

Talk
1. 〈Heart（품）〉
2. 〈Toddler（어른아이）〉

VCR（BGM：Something New）
1. 〈Weekend〉
2. 〈No Love Again〉
3. 〈You Better Not〉
4. 〈Stress（스트레스）〉

Talk
1. 〈Playlist〉
2. 〈What Do I Call You〉
3. 〈To the moon〉
4. 〈Wildfire（들불）〉

舞者 & 樂團 介紹
1. 〈My Tragedy（월식）〉
2. 〈Better Babe〉
3. 〈Four Seasons（사계）〉

Talk
1. 〈Timeless〉
2. 〈Fine〉
3. 〈I〉

Talk
1. 〈Drawing Our Moments（너를 그리는 시간）〉1

　　　　自雅加達場次起更換為〈Time Lapse〉
Encore
1. 〈Spark（불티）〉

Talk
1. 〈Ending Credits〉

- 1在東京場演唱〈Voice〉。
- 1在雅加達後續場次演唱〈Time Lapse〉。

## 製作
演出歌手
- 太妍

演出策劃：
- SM Entertainment、Dream Maker Entertainment

主辦單位：
- 首爾場：SM Entertainment、Dream Maker Entertainment

售票單位：
- 首爾場：YES24 [10]
- 香港場：Cityline [11]
- 台北場：KKTIX
- 曼谷場：ALL TICKET
- 新加坡場：Ticketmaster